# موج عرضی

تصویری از یک موج عرضی ساده (صفحه) که در یک محیط کشسان در جهت افقی منتشر می‌شود و ذرات در جهت عمودی جابجا می‌شوند. فقط یک لایه از مواد نشان داده شده است

موج عرضی (به انگلیسی: Transverse wave) موجی‌ست که در آن جهت نوسان عمود بر جهت انتشار موج است. امواج الکترومغناطیس از جمله نور نمونه‌ای از موج‌های عرضی هستند. موج عرضی در محیط مادی موجب جابجایی ذرات محیط عمود بر جهت انتشار موج می‌شود. موج حاصل از انداختن سنگ در برکه یا تکان دادن طنابی که سر دیگرش ثابت شده است نمونه‌هایی از موج عرضی هستند.

تصویر میدان‌های الکتریکی (قرمز) و مغناطیسی (آبی) در امتداد یک پرتو در یک موج نوری ساده. برای هر صفحه عمود بر پرتو، هر میدان همیشه مقدار یکسانی در تمام نقاط صفحه دارد.